# Stringbikini
En stringbikini är ett tvådelat badplagg för kvinnor. Beteckningen string kommer från engelskans ord för snöre och syftar då på plaggets uppbyggnad, då den består av olika tygstycken som täcker bröst och underliv sammanbundna med tunna snören. Tygstyckena är oftast triangelformade och mindre än på en vanlig bikini.
Stringbikinin skapades av den brasilianska modellen Rose de Primo, som när hon anställdes för att stå som bikinimodell, inte ägde någon egen bikini. Då hon inte hade råd att köpa någon, beslutade hon sig för att sy en egen natten före fotograferingen. Eftersom hon inte hade tillräckligt med material till en hel bikini band hon samman de olika delarna med snöre och hade därmed skapat en helt ny bikinimodell.[källa behövs]
Liknande plagg finns numera även till exempel i form av hel stringbaddräkt, stringtrosor och stringkalsonger (för män).